# Aicmofobia

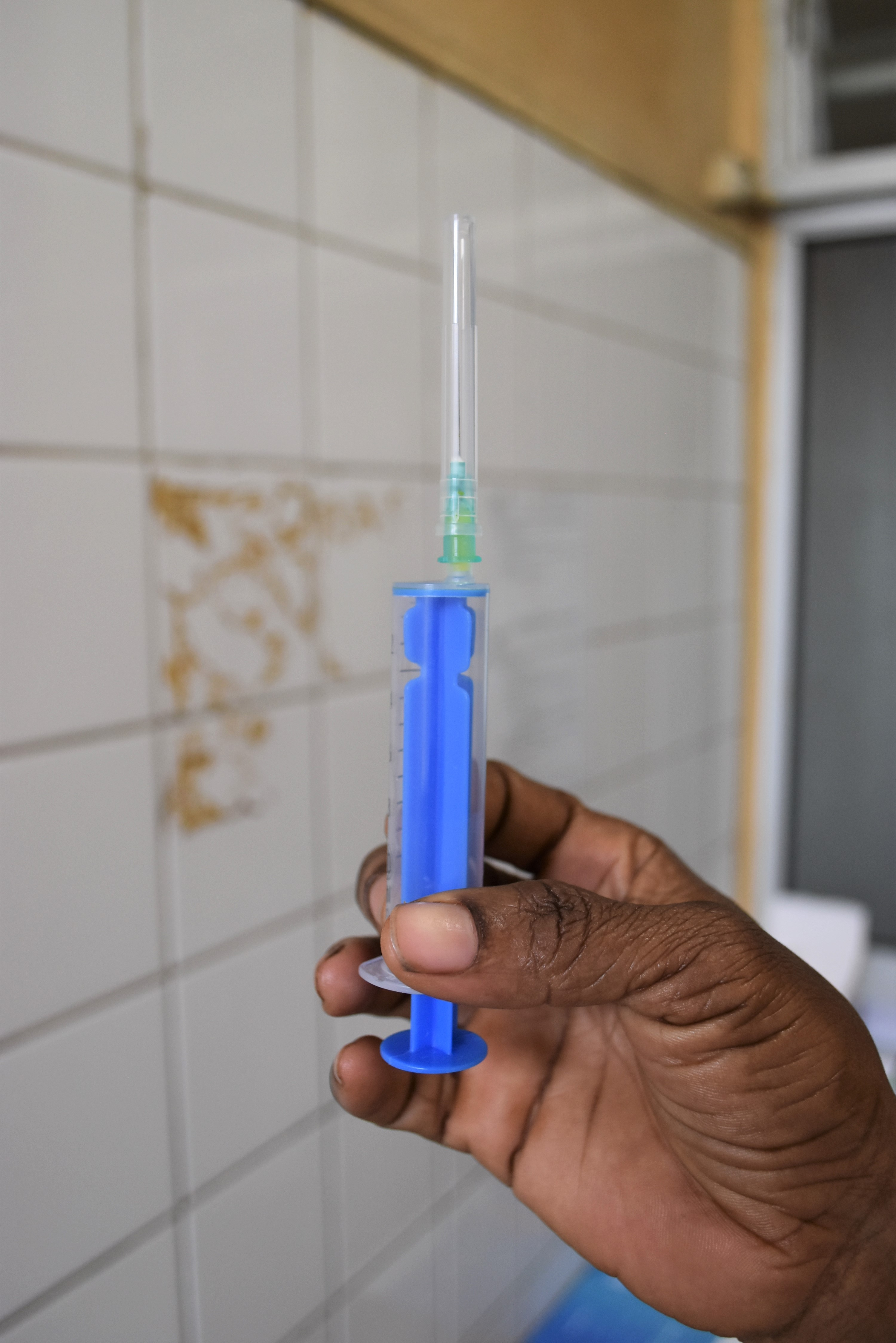
Médico segurando seringa em um país da África. (representação para a fobia)

A Aicmofobia é o medo inconsciente de agulhas e objetos muito pontiagudos. O medo destes objetos é considerado muito comum, cerca de 30% dos jovens-adultos tem algum nível do transtorno. O transtorno pode vir junto da Agliofobia que é o medo compulsivo de sentir dor, assim evitando agulhas pelo medo das dores que elas podem causar.
Existem diversos níveis de Aicmofobia, existem níveis leves onde é o medo em que a ponta de um objeto pontiagudo entre em contato com a pele, casos medianos onde o aicmofobico tem medo de até encostar em agulhas (sendo elas de costura convencionais ou de injeções) e em casos mais graves a vitima não suporta estar olhando para objetos muito pontiagudos sendo estar observando pessoalmente ou através de uma tela de um computador por exemplo.
O tratamento pode ser feito por psicólogos, psiquiatras e hipnologos. O tratamento varia de pessoas para pessoas, assim sendo necessário uma terapia de exposição para o tratamento da doença.